# 大乌泡
大乌泡（学名：Rubus pluribracteatus）为蔷薇科悬钩子属的植物。分布于老挝、越南、泰国、柬埔寨以及中国大陆的云南、贵州、广东、广西等地，生长于海拔2,000米至2,500米的地区，常生长在林缘、沟谷阴处灌丛木林内、山坡或路边，目前尚未由人工引种栽培。果可食。

## 异名
- Rubus multibracteatus Levl. et Vant. var. lobatisepalus Yu et Lu